# 山黑音玄
山黑音玄（日语：山黒 音玄／やまぐろ ねくろ）是一名日本虚拟YouTuber，所属事务所是Create-Ring，隶属于青桐高中策划。

## 概要
2021年3月29日出道 。2021年4月12日第一次在个人官方频道直播 。
她的设定是一个鬼魂。去世后，随意附身在存放在青桐高中美术室里的画作上，此后诈称自己为1年级学生，从而成功入学。她的死因至今未明。“希望自己的存在能留在别人的记忆里”，她怀着这个生前未能实现的愿望，在青桐高中积极的生活学习着。身边的人都说她想法很独特，但是她本人并没有发现。
她长着一双黑色的下垂的耳朵，她本人和观众都觉得她是一只兔子，但是后来，经过与其创作者美和野らぐ确认，才知道她是一只长耳朵的山羊 。

## 个人经历

### 2020年
- 10月27日，公布形象[6][7]。

### 2021年
- 3月29日，开通YouTube官方频道[8]。
- 4月10日，YouTube官方频道订阅人数突破1万[9]。

- 4月12日，第一次在YouTube官方频道进行直播[10]。

- 6月6日，YouTube官方频道订阅人数突破5万[11]。

- 11月27日，公布3D形象[12]。

### 2022年
- 4月12日，为纪念直播1周年，公布新服装[13]。

- 4月20日，YouTube官方频道订阅人数突破10万[14][15]。

- 8月13日，为庆祝其生日，公布新服装[16]。

- 9月5日，在”Niconico频道+(ニコニコチャンネル+)”上开设『裏ねくろASMRちゃんねる』[17]。

- 9月9日，第一次在”Niconico频道+(ニコニコチャンネル+)”上直播。

- 12月11日，YouTube官方频道订阅人数突破15万[18]。

## 演出作品

### 广播电台节目

#### 2023年
- FMミミフルらじお（2月14日[19] ラジオフチューズ）

### 活动

#### 2021年
- 「あおぎり高校　ポップアップストア　in AKIHABARAゲーマーズ本店」開催記念　お話会（7月22日 AKIHABARAゲーマーズ本店）
- TUBEOUT!FES -2021 WINTER- （12月28日[20] 渋谷）

#### 2022年
- FANCY FRONTIER開拓動漫祭（7月16-17日[21][22][23]台湾 花博公園爭艷館）

#### 2023年
- めいくあっぷ！　Palette Project × あおぎり高校 ツーマンライブ（2月18日[24][25]GARDEN新木場FACTORY）

## 商业合作
- VTuber Chips 4 - Potato Chips [26] (2022年7月7日-)
- 野郎ラーメン秋叶原总店[27] （2022年11月3日～2023年1月10日）

## 出版物
- 石橋大和ほか. . コアマガジン. 2022-04-15: 32–36. ISBN 978-4866535913 （日语）.
- 大門太郎ほか. . シンサム・メディア. 2022-10-14: 68–71. ASIN B0BGSP55XD （日语）.

## 脚注